# 狄仁杰
狄仁杰（630年—704年），字懷英，并州太原县（今山西省太原市）人，祖籍冯翊郡高陆县（今陕西省西安市高陵区）。為唐朝、武周時的著名宰相。先後舉薦了張柬之、桓彥范、敬暉、竇懷貞及姚崇等數十位幹練的官員，皆為唐朝中興之臣，朝中政風為之一變。有人對他說：「天下桃李，悉在公門矣。」狄仁傑回答：「舉賢為國，非為私也。」任大理寺丞时，刚正廉明，执法不阿，以身护法，一年中判决了大量的积压案件，涉及到一万七千人，无冤诉者。狄仁傑曾犯颜直谏，力勸武則天續立唐嗣，唐祚得以维系。狄仁杰在上承贞观之治、下启开元盛世的武则天时代為國貢獻卓著，他也成为古代名臣干吏典范。

## 生平

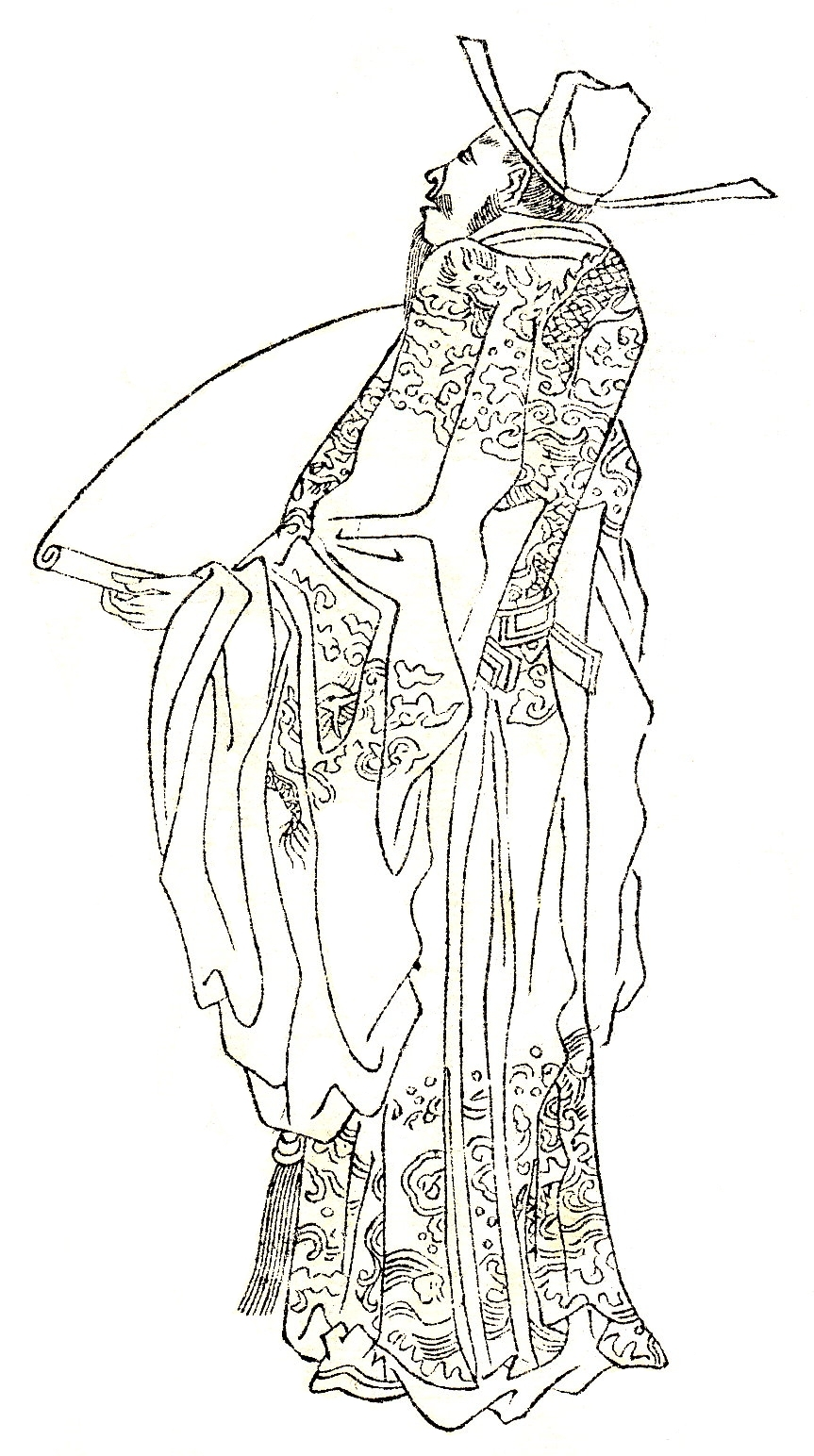
《晩笑堂竹荘畫傳》，狄仁杰像

### 出身
狄仁杰出生于一个官宦之家。其高祖狄湛在北齐官至泾州刺史，封朱阳县开国子；祖父狄孝绪任贞观時期的尚书左丞；父亲狄知逊，任夔州长史。

### 唐高宗及中宗年間
唐高宗显庆四年（659年）中明经科考试及第，除汴州判佐。龙朔元年（661年）工部尚书阎立本擔任河南道黜陟使時，狄仁傑被吏诬告，阎立本受理讯问，不仅弄清了事情的真相，且发现狄仁傑是一个德才兼备的难得人物，谓之“河曲之明珠，东南之遗宝”，推荐狄仁傑出任并州都督府法曹。狄仁傑在任内学习了解吏治、兵刑等封建典章和法律制度，為他日後的政治生涯奠下重要基礎。
上元二年（675年）狄仁傑升任大理寺丞，於仪凤元年（676年）一年内判决了大量积压案件，涉及一万七千人，當中無人因為受冤而再次上诉，一时名声大振。九月，左卫大将军权善才和监门卫中郎将范怀义误砍昭陵柏树而被下令诛杀，狄公上谏曰：“臣闻逆龙鳞，忤人主，自古以为难，臣愚以为不然。居桀、纣时则难，尧、舜时则易。臣今幸逢尧、舜，不惧比干之诛。昔汉文时有盗高庙玉环，张释之廷诤，罪止弃市。魏文将徙其人，辛毗引裾而谏，亦见纳用。且明主可以理夺，忠臣不可以威惧。今陛下不纳臣言，瞑目之后，羞见释之、辛毗于地下。陛下作法，悬之象魏，徒流死罪，俱有等差。岂有犯非极刑，即令赐死？法既无常，则万姓何所措其手足？陛下必欲变法，请从今日为始。古人云：‘假使盗长陵一抔土’，陛下何以加之？今陛下以昭陵一株柏杀一将军，千载之后，谓陛下为何主？此臣所以不敢奉制杀善才，陷陛下于不道。”使得两位将军免遭斩杀。数日后狄仁傑升任侍御史。任职期间恪守职责，弹劾巧媚逢迎、恃宠怙权之徒。
调露元年（679年）司农卿韦弘為投机討好高宗，接連建造宿羽、高山、上阳等宫，宽敞壮丽。狄仁杰上奏弹劾韦弘机引导皇帝追求奢泰，韦弘机因此被免职。左司郎中王本立恃恩用事，朝廷上下都畏懼他，但狄仁杰仍毫不留情的弹劾其为非作歹的罪行，请求交付法司审理。唐高宗包庇王本立，狄公曰：“国家虽乏英才，岂少本立辈！陛下何惜罪人以亏王法。必欲曲赦本立，请弃臣于无人之境，为忠贞将来之戒！”王本立遂被定罪，朝廷肃然。调露二年（680年）迁度支郎中，唐高宗巡幸汾阳宫，以其为知顿使，布置中途食宿之所。并州长史李冲玄因為道路經過妒女祠，傳說穿着盛服經過必定招致風雷之災，於是征发数万人开御道，狄公曰：“天子之行，千乘万骑，风伯清尘，雨师洒道，何妒女之害耶？”下令全數停工，高宗闻訊讚嘆狄仁傑說：“真大丈夫矣！”
永淳元年（683年），狄仁杰出任寧州（今甘肃宁县、正宁一带）刺史。当时宁州为各民族杂居之地，狄仁杰小心处理与外族的关系，深得人心，百姓为他建立生祠供奉。

### 唐睿宗年間
垂拱二年（686年），经监察御史郭翰推荐，升任冬官（工部）侍郎。四年（688年）二月，授安抚使与司属卿王及善和司府卿欧阳通，分赴山东河南赈济灾民。六月功成，升江南道巡抚大使，任内移风易俗，针对吴楚多淫祠弊俗，奏请焚毁祠庙1700余所，唯留夏禹、吴太伯、季札、伍员四祠。不久返洛阳升文昌右丞。九月转任豫州刺史。时受越王李贞株连者六、七百人在监，籍没者多达5000人。狄公知其无辜，遂上奏：“此辈咸非本心，伏望哀其诖误。”天后闻奏下令特赦，把原本判決處死的人改为流放，以稳定豫州。时诸军节度张光辅恃功大肆勒索，被狄公怒斥杀戮降卒以邀战功，曰：“乱河南者，一越王贞耳。今一贞死而万贞生。明公董戎三十万，平一乱臣，不戢兵锋，纵兵暴横，无罪之人，肝脑涂地。但恐冤声腾沸，上彻于天。如得上方斩马剑加于君颈，虽死如归。”遂上奏告發張光輔，但因出言不逊反被贬为复州刺史。五年（689年）七月内史张光辅为洛阳令张嗣明、罪臣徐敬真诬告下狱，狄仁傑才复职入为洛州司马。

### 武周年間
天授二年（691年）九月，狄仁傑被任命为地官（户部）侍郎、同凤阁（中书省）鸾台（门下省）平章事（宰相），开始了短暂的第一次宰相生涯。
长寿元年（693年）正月，武承嗣勾结來俊臣等酷吏诬陷狄仁傑等谋反，将他们逮捕下狱。狄仁杰等深知酷吏嚴刑拷打成性，寧被女皇賜死也不願死於酷刑之下。為保全性命，權宜之下立刻認罪曰：“反是實！”仁傑拆下被褥中間的絲帛寫下冤情塞進棉衣中，請獄吏轉告家人去除棉絮取得冤狀，並由兒子狄光遠持書上告朝廷。來俊臣接獲密報，遂偽造狄仁傑筆跡寫下《謝死表》上呈女皇。女皇召狄仁杰等大臣當面詢問：“承反何也？”狄仁杰答曰：“向若不承反，已死於鞭笞也。”又問：“何為做謝死表？”答曰：“臣無此表。”武則天查明《謝死表》是偽造的，於是釋放此案七人，但俱貶為地方官，狄公贬为彭泽令。任内勤政惠民，赴任当年彭泽干旱无雨，营佃失时，百姓无粮可食，狄公上奏疏请求赈济免除租赋，武則天聽從他的意見。狄仁傑又劝课农桑鼓励生产，百姓建立生祠纪念其功德。
万岁通天元年（696年）五月，契丹首領李盡忠和孫萬榮率兵反抗武周，攻陷營州，殺都督趙文翽。三月，清边道行军总管王孝杰所部在東硤石谷（今河北唐山附近）遭遇契丹军，全军覆没，王孝杰跳崖而死。十月，契丹攻陷冀州（今河北冀州市），为了稳定局势，武则天起用狄仁杰为与冀州相邻的魏州（今河北大名縣一带）刺史。狄仁杰到职后，改变了前任刺史尽趋百姓入城，缮修守具的作法，让百姓返田耕作，契丹人听闻后退兵而去。不久，狄仁杰改任幽州都督，获赐紫袍、龟带。孫萬榮兵败被杀，部将李楷固等投降了武周。朝廷大臣因为李楷固等人曾经屡胜周军，想把他们处死。狄仁杰介入，说服了武则天宽恕并重用了李楷固等人，李楷固平定了继续反周的契丹人。

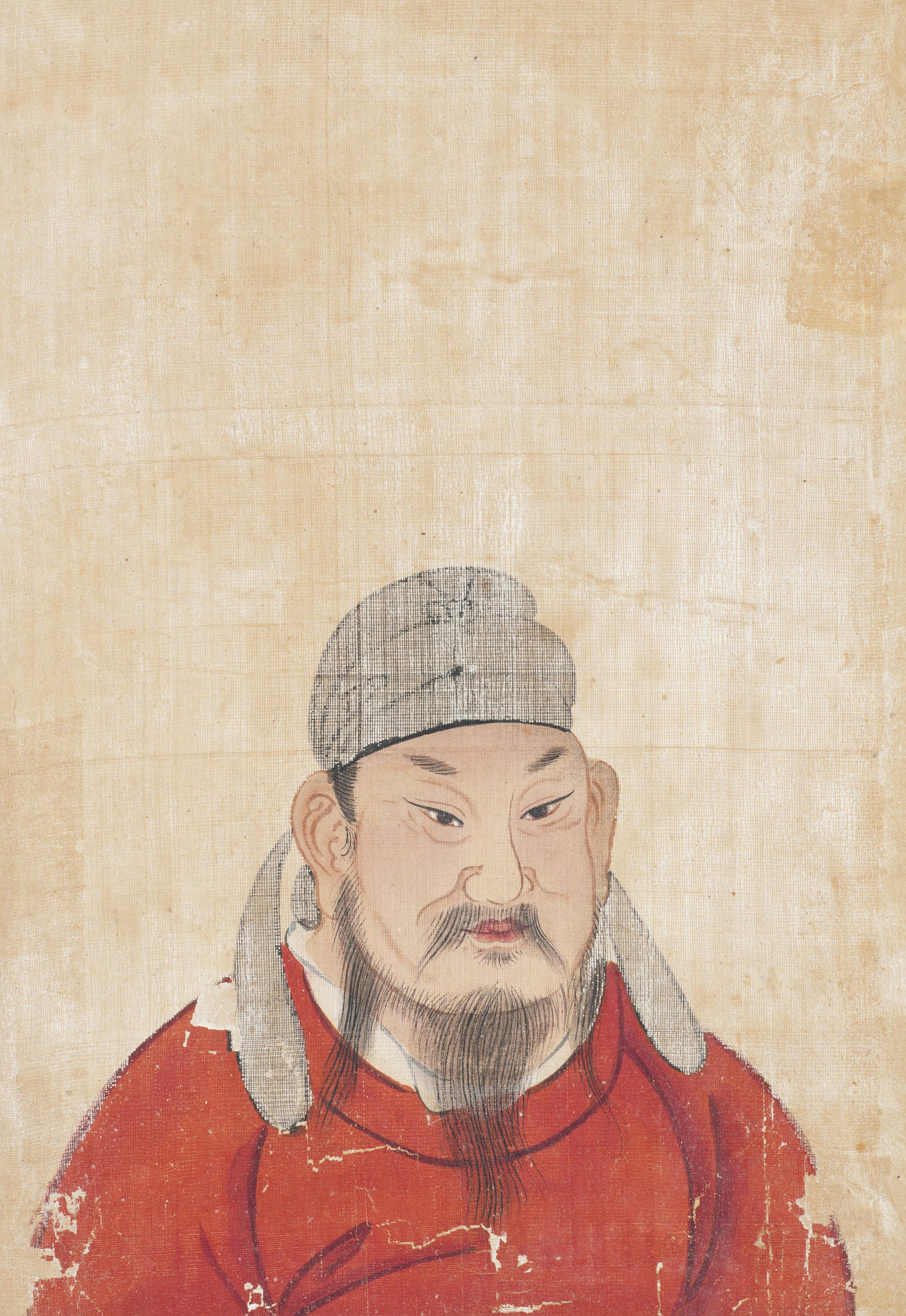
狄仁杰

神功元年（697年）六月，狄仁杰调任河北安抚使，与娄师德和武懿宗分赴河北各地安抚战后灾民，招纳流亡人士，恢复生产。不久，狄仁杰升任幽州都督。闰十月，狄仁杰召回朝中，官拜鸾台（门下省）侍郎、同凤阁鸾台平章事，加银青光禄大夫，兼纳言（侍中），恢复了宰相职务，成为辅佐女皇治理国家大政的左右手，被赐予紫袍、龟带，紫袍上书写“敷政木，守清勤，升显位，励相臣”十二金字。狄仁杰上奏請求撤军西域，封西突厥贵族阿史那斛瑟羅为可汗率众镇守安西，但武則天並不採纳其意見。
聖曆元年（698年）二月，太子遲遲未立，武則天有意立姪梁王武三思為太子，狄仁杰以天下長遠計，劝说武则天顺应民心，还政于庐陵王李显，勿讓權予姪。曰：“立子，则千秋万岁后配食太庙，承继无穷；立侄，则未闻姪为天子而附姑于庙者也。”武则天曰：“此朕家事，卿勿预知。”狄仁杰答曰：“王者以四海为家。四海之内，孰非臣妾？何者不为陛下家事！君为元首，臣为股肱，义同一体。况臣位备宰相，岂得不预知乎？”武則天遂採納了狄仁傑的意见。為表示心意，武氏於三月亲自迎接庐陵王李显回宫，立为皇嗣，賜武姓，使李唐得以维系。八月兼纳言，推荐其子光嗣担任尚书郎，而狄光嗣很称职，受到武则天的赞扬，说他堪比春秋时期的祁奚祁黄羊。秋九月後突厥汗國南下入侵河北，武則天命太子為河北道元帅、狄公為副元帅征讨，命狄仁杰知元帅事，並亲自给狄仁杰送行。不久周軍大败突厥，後突厥默啜可汗尽杀所掠赵、定等州男女万余人退还漠北，狄仁傑追之不及班師回朝。同年十月，狄仁傑任河北道安抚大使，奏请赦免依附後突厥汗國逃窜山泽之民，武則天採纳其意見；狄仁傑又實行减轻赋税徭役赈济、恢复饥民生产，以及严禁骚扰百姓等一系列措施，稳定了河北。
聖曆二年（699年）二月，狄仁傑随武则天巡幸嵩山谒王子晋庙，八月上表废去安东都护府並恢复高句丽政权，武則天認為不切实际而未付實行。久视元年（700年）正月，狄仁傑回朝任内史（中书令）。四月，武则天巡幸三阳宫避暑，命狄公随侍，隊伍中有胡僧邀请武则天观看安葬舍利，狄公跪在马前拦奏道：“佛者，夷狄之神，不足以屈天下之主。彼胡僧诡橘，直欲邀致万乘所宜临也。”於是隊伍在中途便掉頭回去。五月，狄仁傑随武则天游石淙山，作《奉和圣制夏日游石淙山》诗，武则天赐其宅第一所。七月，经狄公力救免死之契丹将领李楷固和骆务整，率军扫平契丹献俘，狄公拒辭武則天的賜封。闰七月，武则天欲建造浮屠大像，预计费用多达数百万，官府的庫房金額不足，武则天於是诏令天下僧尼每日捐施一钱以資助造像。狄公上谏曰：“如来设教，以慈悲为主。岂欲劳人，以在虚饰？”“比来水旱不节，当今边境未宁。若费官财，又尽人力，一隅有难，将何以救之？”武则天聽從其意見，於是停止了建造計劃。九月辛丑日（11月11日），狄公病故于洛阳私宅，上闻震悼辍朝三日曰：“天何故夺吾国老如此早？！至此，朝堂空也！”赠文昌右相（尚书右仆射），谥文惠。唐中宗继位追赠司空，唐睿宗又追封之为梁国公。（狄仁杰去世时间有争议，见下）

### 卒年争议
在河南省文物研究所编辑的《千唐志斋藏志》一书中，收有一方“河北道安抚大使狄仁杰撰书”的《大周故相州刺史袁府君（公瑜）墓志铭》（文物出版社1984年1月版481页），墓主夫妇的合葬期却为“久视元年十月廿八日”，似当时狄仁杰仍在世，与史书记载已与当年九月去世矛盾。《两唐书·张柬之传》《大唐新语》又记载狄仁杰长安年间推荐张柬之，《通典》《唐会要》更将此事精确到长安二年（702年）。据此，有人考证并推算狄仁杰上疏罢建佛像事在长安四年（704年），同年九月逝世。

## 墓葬

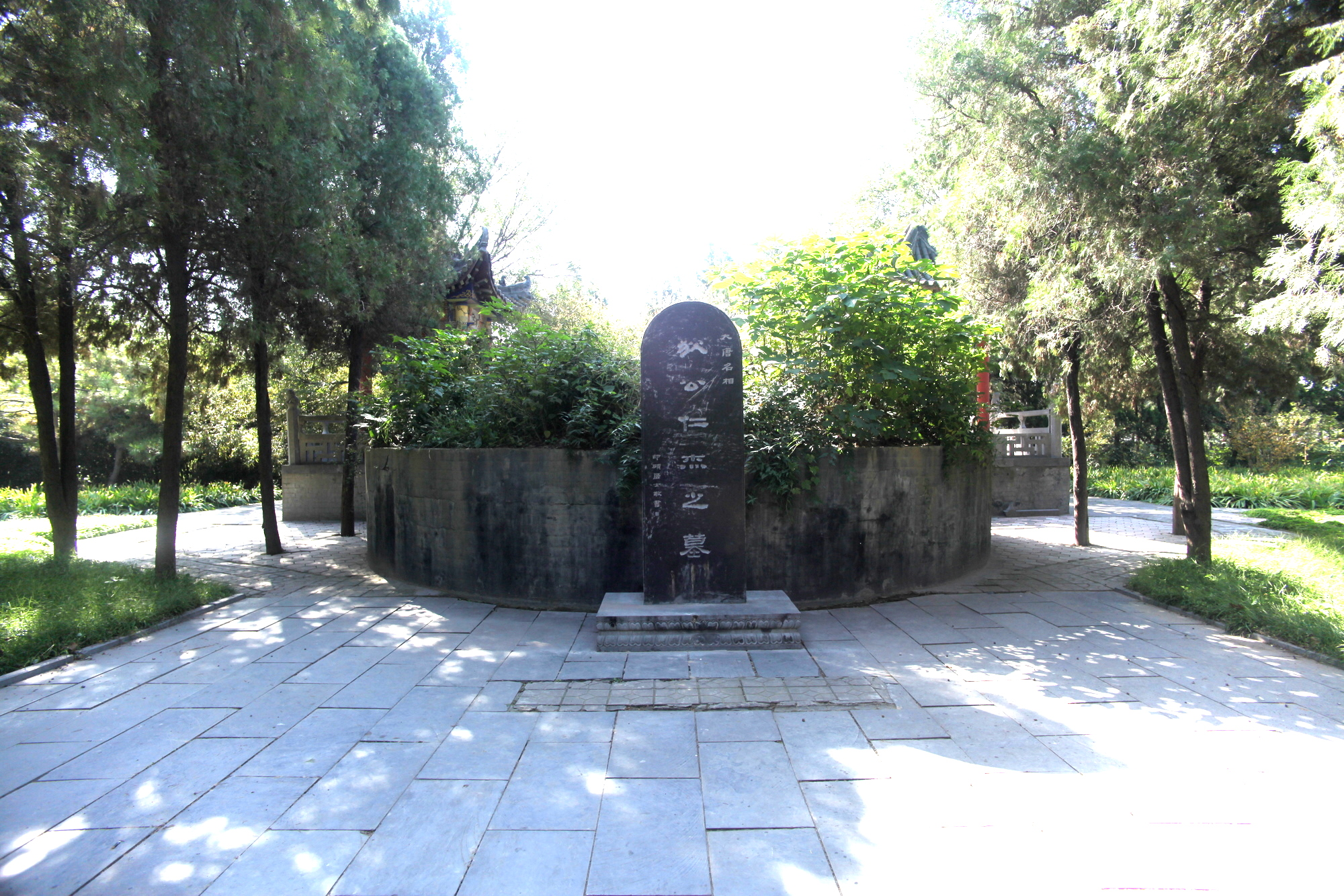
狄仁杰墓

狄仁杰墓的位置存在争议，但都在洛阳。其一在瀍河回族区白马寺内之东侧，墓碑上有李进学（号印硕居士）书“大唐名相狄公仁杰之墓”。其二在孟津区送庄镇梁周寺村，为当地人传言。其三在孟津区平乐镇双碑凹村，为其家族墓地，最为可信。

## 轶事
- 娄师德曾经举荐狄仁杰当宰相，但狄仁杰本人一开始并不知道反而在当宰相后看不起娄师德，排挤娄师德使其外放。武则天知道后，将当年娄推荐狄仁杰的奏章拿出，狄仁杰看后十分惭愧，对别人说：“娄公这么宽容我，我远不如他！”[7]

## 评价
- 武则天在授予狄仁杰内史的任命中，称赞狄仁杰“地华簪组，材标栋干。城府凝深，宫墙峻邈。有八龙之艺术，兼三冬之文史。雅达政方，早膺朝寄。出移节传，播良守之风；入践台阁，得名臣之体。”[8]

## 后人
- 子狄光嗣，戶部郎中
  - 狄博通
    - 狄玄范
- 子狄光遠，州司馬
  - 狄宗，唐杭州钱塘令
    - 狄林，唐某县尉
- 子狄光昭，字子亮，職方員外郎，后改名狄景晖
- 族曾孙狄兼謨，字汝谐

## 文艺创作

### 小说
- 中国清代小说《狄公案》
- 荷兰现代小说 高罗佩《大唐狄公案》
- 中国现代小说 吴蔚《璇玑图》
- 香港新派武侠小说 梁羽生《女帝奇英传》
- 香港现代小说 黃易盛唐三部曲第一部《日月當空》及第二部《龍戰在野》
- 中国起點中文網網絡小說 月關《醉枕江山》
- 中国現代小說 唐隱（安娜芳芳）《狄仁杰探案》（包括：并州迷霧、暗夜迷情、魅影危機、碧血黄沙、再见幽蘭）

## 艺术形象

### 電視劇
| 电视剧作品 | 飾演演員          |
| 1984年 香港亞洲電視電視劇《武則天》 | 梁漢威 飾         |
| 1985年 中國電視公司電視劇《一代女皇》 | 吳風 飾           |
| 1986年 中國電視公司電視劇《一代公主》 | 吳風 飾           |
| 1986年 太原電視台電視劇《狄仁杰断案传奇》 | 馬昌鈺、孫承政 飾 |
| 1995年 中國大陆電視劇《武則天》 | 王冰 饰           |
| 2001年 中國中央電視台電視劇《护国良相狄仁杰》 | 寇世勳 飾         |
| 2004年 中國中央電視台電視劇《神探狄仁杰》 | 梁冠华 飾         |
| 2005年 中國中央電視台電視劇《月上江南-狄仁傑洗冤錄》 | 歐陽震華 飾       |
| 2006年 中國大陸電視劇《無字碑歌》 | 方旭 飾           |
| 2006年 中國中央電視台電視劇《神探狄仁杰2》 | 梁冠华 飾         |
| 2008年 中國中央電視台電視劇《神探狄仁杰3》 | 梁冠华 飾         |
| 2008年 香港無線劇集台電視劇《日月凌空》 | 劉偉明 飾         |
| 2010年 中國中央電視台電視劇《神斷狄仁杰》 | 梁冠华 飾         |
| 2010年 中國中央電視台電視劇《神探狄仁杰前传》 | 富大龙 飾         |
| 2011年 浙江长城影视和湖南卫视联合出品電視劇《武则天秘史》                                                                                                | 陈继铭 飾         |
| 2011年 中国大陆電視劇《大唐儒将开漳圣王》 | 李真奇 飾         |
| 2012年 電視劇《太平公主秘史》 | 叶新宇 飾         |
| 2012年 香港無線電視台電視劇《盛世仁傑》 | 鄭則士 飾         |
| 2014年 中國大陆電視劇《少年神探狄仁杰》 | 黃宗澤 飾         |
| 2014年 唐德影视、范冰冰工作室、《读者》集团、恒大影视、中影联合出品古装宫廷剧《武媚娘传奇》                                                              | 徐杰 飾           |
| 2015年 万合天宜、优酷联合出品《名偵探狄仁傑》 | 小愛 飾           |
| 2015年 长城影视股份有限公司出品電視劇《隋唐英雄之薛刚反唐》                                                                                              | 杨洪武 飾         |
| 2016年 东阳荣煊影视文化发展有限公司、北京新湃传媒有限公司联合出品古装探案悬疑電視劇《神探狄仁杰之情花金人案》（又称为《神探狄仁杰4》）于2017年在搜狐播出 | 梁冠华 飾         |
| 2017年 中國大陆電視劇《通天狄仁杰》 | 任嘉伦 飾         |
| 2020年 中國大陆電視劇《秋官课院之狄仁杰浮世传奇》 | 高旻睿 飾         |
| 2024年 中國大陆電視劇《大唐狄公案》 | 周一圍 飾         |

### 狄仁杰系列電影
| 电影作品                                | 飾演演員 |
| 2010年 華誼兄弟電影《狄仁傑之通天帝國》 | 劉德華   |
| 2013年 華誼兄弟電影《狄仁杰之神都龙王》 | 趙又廷   |
| 2018年 華誼兄弟電影《狄仁傑之四大天王》 | 趙又廷   |

### 電影
| 电影作品                                                            | 飾演演員 |
| 1939年 新华影业公司電影《武则天》                                   |          |
| 1963年 邵氏兄弟電影《武则天》                                       | 陈又新   |
| 1986年 西安电影制片厂電影《血溅画屏》                               | 孙重亮   |
| 1999年 乐贸影视发行公司電影《唐朝禁宫秘史》                         | 钟伦理   |
| 2015年 长沙当荣影视传媒有限公司网络电影《武则天降妖记》             | 肖基国   |
| 2017年 北京太平盛世文化传播网络电影《大唐狄仁杰之东瀛邪术》         | 韩承羽   |
| 2017年 北京意合影视传媒网络电影《狄仁杰之轮回图》                   | 王海祥   |
| 2018年 北京柒玖年代影视文化传播有限公司网络电影《狄仁杰之夺命天眼》 | 陈键锋   |
| 2018年 霍尔果斯掌娱影业有限公司网络电影《狄仁杰之无头神将》         | 刘屹宸   |
| 2018年 吾道南来、众乐乐影视司网络电影《狄仁杰之幽冥道》             | 罗立群   |
| 2020年 吾道南来、众乐乐影视司网络电影《狄仁傑之飛頭羅剎》           | 罗立群   |
| 2018年新片场影业网络电影《狄仁杰之蚩尤血藤》                        | 杜奕衡   |
| 2020年 新片场影业网络电影《狄仁杰探案》                             | 杜奕衡   |
| 2018年江西尚世星河影视传媒有限公司网络电影《狄仁杰之异虫谜案》      | 程启蒙   |
| 2018年 江西尚世星河影视传媒有限公司网络电影《狄仁杰之西域妖姬》     | 程启蒙   |
| 2019年 淘梦银河网络电影《狄仁杰之天神下凡》                         | 李晟荣   |
| 2020年 影趣影业网络电影《狄仁杰之鬼影血手》                         | 夏浩南   |
| 2021年 嘉映影视网络电影《狄仁杰之通天赤狐》                         | 魏巍     |
| 2022年 壹拍就火影视网络电影《狄仁杰之九龙玄棺》                     | 魏巍     |
| 2024年 上海圆镜头影视网络电影《狄仁杰之通天玄案》                   | 魏巍     |

### 动漫
| 作品                                |
| 2008年 中国中央电视台《少年狄仁杰》 |

### 游戏
| 作品                                |
| 2015年 天美工作室群手游《王者荣耀》 |

2023年 桃源工作室手游《忘川风华录》

## 延伸阅读
[在维基数据编辑]
 在维基文库阅读此作者作品（ 在维基共享资源阅览影像）
 《舊唐書·卷89》，出自刘昫《舊唐書》
 《新唐書·卷115》，出自《新唐書》
 《資治通鑑》

### 引用
1. ↑  根据杜文玉：《狄仁杰评传·附录狄仁杰大事系年》，三秦出版社 (2000年5月1日)，ISBN 9787806284056 补正时间
2. ↑  根据《舊唐書》卷八十九〈狄仁傑〉：“仁傑嘗為魏州刺史，人吏為立生祠。及去職，其子景暉為魏州司功參軍，頗貪暴，為人所惡，乃毀仁傑之祠。”根据《狄仁杰评传·附录狄仁杰大事系年》更正时间。
3. 1 2 3 4 5 6  根据《狄仁杰评传·附录狄仁杰大事系年》补
4. ↑  根据《狄仁杰评传·附录狄仁杰大事系年》补正
5. ↑  王京阳; 袁宪. . 故宫博物院院刊. 1995, (1): 49–50  [2018-08-17]. （原始内容存档于2021-04-21）.
6. ↑  段宇京. . 洛阳日报. 2012-12-20  [2023-01-04]. （原始内容存档于2023-01-04）.
7. ↑  《旧唐书·娄师德传》：「初，狄仁杰未入相时，师德尝荐之，及为宰相，不知师德荐已，数排师德，令充外使。则天尝出师德旧表示之，仁杰大惭，谓人曰：『吾为娄公所含如此，方知不逮娄公远矣。』」
8. ↑  《授狄仁杰內史制》
9. ↑  . pvp.qq.com.   [2020-07-13]. （原始内容存档于2021-04-21）.